# Юнктим
Юнкти́м («Junctim», «Advance purchase», «Precompensation») — це попередні, авансові закупки, попередня компенсація.
Юнктим (загальновідома світова назва) являє собою форму зустрічної торгівлі, але в так званому зворотному порядку; при якій сторона (продавець), яка зацікавлена у продажі своїх товарів визначеному покупцю, спочатку закуповує товари у нього. Зустрічна торгівля проводиться для досягнення та урівноваження балансу експортно-імпортних операцій.
У даній угоді експортет настільки зацікавлений у продажі своїх товарів певному покупцю, що мотивує його, закуповуючи у нього його ж товари. При угоді юнктим, укладають два контракти, але поступово. Перший — про закупівлю товарів у покупця, у якому вказується умова: покупець обов'язково купить у продавця певну кількість товарів пізніше, або ж угода буде розглядатися як компенсаційний кредит («compensation credit»). Другий — під час головної закупівлі товарів у продавця покупцем.
Угоди юнктим відносять до ризикових, тому й потребують дбайливих і обережних дій. Зявившись на ринку операції на початку вісімдесятих років, вони набули незначного, обмеженого поширення і використовуються лише в деяких галузях економіки.